# Los Beatles (célula terrorista)
Una célula de combatientes pertenecientes Estado Islámico (ISIS) compuesta por cuatro militantes británicos fue apodada  "los Beatles" en referencia al grupo de rock británico homónimo por sus rehenes; los miembros fueron apodados "John", "Paul", "George" y "Ringo" en referencia a los músicos.
Los cuatro llevaron a cabo las ejecuciones de los periodistas estadounidenses James Foley y Steven Sotloff (ambos ejecutados en Siria), y de los trabajadores humanitarios británicos David Haines y Alan Henning "Los Beatles" también mantuvieron cautivos a más de 20 rehenes occidentales en el oeste de Raqqa, Siria. Según reportes, eran más crueles que otros guardias de ISIS, torturando a sus cautivos con armas de electrochoque y los sometían a simulacros de ejecución (incluida una crucifixión) y ahogamientos.
En noviembre de 2015, uno de los militantes fue asesinado y otro fue arrestado y encarcelado en Turquía; ,mientras otros dos fueron capturados a principios de 2018, transferidos a la custodia militar de EE. UU. y condenados a cadena perpetua en Estados Unidos en 2022.

## Actividades
El grupo apodado como "los Beatles" por ser cuatro a tres, musulmantes británicos que luchaban con el grupo terroristaISIS . El apodo del grupo, y los apodos de sus miembros, "John", "Paul", "George" y "Ringo", fueron utilizados por los rehenes, en honor a los cuatro miembros del grupo de rock inglés The Beatles, debido a sus acentos regionales en inglés. . El apodo fue condenado por el músico inglés y ex Beatle Ringo Starr, diciendo: "Es una mierda. Lo que están haciendo va en contra de todo lo que representaban los Beatles... [nosotros] defendimos absolutamente la paz y el amor". Los fanáticos de los Beatles también mostraron su indignación.
Tomaron rehenes occidentales para ISIS y custodiaron a más de 20 en celdas hacinadas, al oeste Raqqa, Siria, decapitaron a los rehenes e hicieron y publicaron ejecuciones a algunos. Para esto siempre mantuvieron sus rostros ocultos.
A "Los Beatles", se les asigno la responsabilidad comandantes de ISIL les asignaron la responsabilidad de proteger a los rehenes extranjeros, supuestamente fueron más duros que otros guardias de ISIS. Una fuente dijo: “Cada vez que aparecían los Beatles, había algún tipo de paliza física o tortura”. Según un rehén francés liberado, eran los yihadistas más temidos por su predilección a golpear a los cautivos y su gusto por lo macabro, que incluía: uso de pistolas táser de descargas eléctricas, simulacros de ejecución (incluida una crucifixión de Foley) y el submarino.
En un momento, ISIS retiró temporalmente a los Beatles de sus deberes de guardia debido a su excesiva brutalidad.
Los Beatles intentaron obtener rescates de sus rehenes. Un ex rehén informó que los militantes se jactaban que en ciertos países europeos les habían pagado millones de dólares en rescates, lo suficiente para retirarse a Kuwait o Catar. El grupo se puso en contacto con los familiares de algunos rehenes del Reino Unido y se cree que mantuvo vínculos con sus asociados y amigos en el Reino Unido. La madre de James Foley, Diane Foley, dijo en una entrevista: “Sus pedidos eran imposibles para nosotros, 100 millones de euros o todos los prisioneros musulmanes para ser liberados. Las solicitudes de los terroristas estaban totalmente dirigidas al gobierno, en realidad. Y, sin embargo, nosotros, como familia estadounidense, tuvimos que averiguar cómo responderles”.
La "célula de los Beatles" tenía al menos 23 rehenes extranjeros, casi todos fueron rescatados o ejecutados.

## Decapitaciones de 2014-2015
Entre agosto de 2014  a enero de 2015, el yihadista John estuvo involucrado en las decapitaciones de los periodistas estadounidenses James Foley y Steven Sotloff, los trabajadores humanitarios británicos David Haines y Alan Henning, el trabajador humanitario estadounidense Peter Kassig, el contratista militar privado japonés Haruna Yukawa, el periodista Kenji Goto y 22 miembros de las fuerzas armadas sirias.
Un exmiembro de ISIS dijo que usar a un hombre británico para llevar a cabo las ejecuciones probablemente fue un esfuerzo deliberado de ISIS para “proyectar la imagen de que un europeo, u occidental, mató a un estadounidense para que puedan... apelar a otros de afuera”. Siria, y hacerles sentir que pertenecen a la misma causa”.

## Miembros

### "Yihadista John"
El yihadista apodado como "John", el líder de la célula fue visto como el líder de la célula, fue identificado por The Washington Post, en febrero de 2015, como Mohammed Emwazi, apareciendo como el asesino de Foley. Era conocido por las agencias de seguridad de Reino Unido y los Estados Unidos hacía septiembre de 2014, pero no fue liberado por razones de seguridad operativa. El 12 de noviembre de 2015,se reportó un bombardeo desde un dron militar que tenía como objetivo a Emwazi, cuando este se disponía a tripular un vehículo. Funcionarios estadounidenses dijeron que se pensaba que había muerto en lo que se describió como un "golpe limpio" y "impecable" sin daños colaterales, pero su muerte no había sido confirmada. En enero de 2016, ISIS confirmó su muerte.

### "George" y "Ringo"
"George" solía pasar tiempo repitiendo secciones del Corán y promoviendo públicamente las opiniones extremistas de ISIS. Usaba el nom de guerre de "Abu Muhareb", que significa "Peleador" en árabe. The Daily Telegraph erroneámente especulo que "George" era el yihadista brítanico Abdel-Majed Abdel Bary que había viajado a Siria con el entonces yihadista Mohammed Emwazi.
En 2016, Alexanda Kotey, un británico convertida al islam de 32 años, fue identificado por el The Washington Post y BuzzFeed News. Ellos no estaban convencidos realmente quién era "George" o "Ringo". Unos meses más tarde, otra investigación conjunta del Washington Post y BuzzFeed identificó al último miembro del grupo. El Shafee Elsheikh, un ciudadano británico cuya familia huyó de Sudán en la década de 1990, es un londinense que había viajado a Siria en 2012. Todavía no estaban seguros de si Elsheikh o Kotey era "George"..
A principios de enero de 2017, el Departamento de Estado de EE. UU. congeló los activos de Alexanda Kotey, pero no confirmó que fuera "George".  En marzo de 2017, el Departamento de Estado de EE. UU. congeló los activos de El Shafee Elsheikh pero no confirmó que fuera "George". 
A principios de 2018, los combatientes kurdos capturaron tanto a Kotey como a Elsheikh en Siria cerca de la frontera con Irak y los entregaron a funcionarios estadounidenses que confirmaron sus identidades mediante biometrías y huellas dactilares. Se revocó la ciudadanía británica de ambos hombres. En 2021 en la Corte Federal de EE. UU., Kotey se declaró culpable de "toma de rehenes con resultado de muerte y de brindar apoyo material al grupo Estado Islámico de 2012 a 2015",
De acuerdo con un ex rehén, Elsheikh era "George". Sin embargo, de acuerdo con los fiscales en el juicio de Elsheikh, Elsheikh era "Ringo".

### "Paul"
"Paul" desempeñó un papel menor en el grupo y no apareció hasta más tarde en la detención de algunos de los detenidos por el Estado Islámico. Se informa que Aine Lesley Davis fue una de las islamistas británicas asignadas para proteger a los rehenes occidentales.

## Cacería
Un importante contingente del Servicio Aéreo Especial fue despligado en el norte de Irak a finales de agosto de 2014, y según el ex empleado del MI6 Richard Barrett sería enviado a Siria, con la tarea de tratar de rastrear a los Beatles utilizando una variedad de equipos de alta tecnología y con la posibilidad de liberar a otros rehenes. Para septiembre del mismo año, agencias de seguridad e inteligencia británica, incluida el MI5 y el Scotland Yard, auxiliados por el GCHQ estaban trabajando con el FBI y la CIA, y equipos de campo del MI6 y la CIA en el norte de Siria, para identificar y localizar al grupo. Las agencias de espionaje electrónico británicas y estadounidenses interceptaron las comunicaciones del grupo.

## Juicios

### Elsheikh y Kotey (en EUA)
Elsheikh y Kotey fueron capturados y puestos en custodia estadounidense en Irak, siendo transferidos a los estados unidos. Fueron despojados de su nacionalidad británica en 2018. Las autoridades estadounidenses estaban considerando la posibilidad de una detención indefinida sin cargos en el Campo de detencion de Guantanamo como una alternativa a un juicio civil. La participación en el caso contra los dos hombres del gobierno del Reino Unido fue fundamental para asegurar una condena. El sistema legal del Reino Unido no permite la asistencia en casos legales extranjeros en los que es posible una sentencia de muerte, pero, sin embargo, el ministro del Interior, Sajid Javid, acordó inicialmente ayudar a los EE. UU. legalmente sin obtener garantías de que Kotey y Elsheikh no enfrentarían la pena de muerte, "en gran parte debido a la indignación anticipada entre los nombramientos políticos en la administración Trump". Sin embargo, un fallo de un tribunal del Reino Unido bloqueó el intercambio de pruebas con las autoridades estadounidenses a menos que se descartara la pena de muerte. El 18 de agosto de 2020, el gobierno de EE. UU. aseguró al gobierno del Reino Unido que no buscaría la pena de muerte.
El 7 de octubre del 2020, Alexanda Kotey y El Shafee Elsheikh fueron llevados a los Estados Unidos para enfrentar cargos de conspiración y toma de rehenes con resultado de muerte. El 2 de septiembre de 2021, Kotey se declaró culpable ante un tribunal estadounidense de los cargos de conspiración para asesinar a cuatro rehenes estadounidenses. El 14 de abril de 2022, El Shafee Elsheikh fue condenado por un jurado federal por ocho delitos graves por su papel en la célula terrorista. Elsheikh y Kotey fueron condenados a cadena perpetua.

### Davis (En Turquía y Reino Unido)
Aine Lesley Davis fue arrestado en Turquía, el 13 de noviembre de 2015 y juzgado en 2016, acusado de conspirar un ataque terrorista. El 9 de mayo de 2017, fue condenado por delitos de terrorismo por un tribunal turco y sentenciado a siete años y medio de prisión. En agosto de 2022 fue deportado de Turquía y arrestada al llegar al Reino Unido. Fue acusado bajo las disposiciones de la Ley de Terrorismo del 2000 de proporcionar dinero para apoyar el terrorismo y poseer un arma de fuego para el terrorismo, y puesto a detención bajo custodia.